# 9315 Weigel
A 9315 Weigel (ideiglenes jelöléssel 1988 PP2) a Naprendszer kisbolygóövében található aszteroida. Freimut Börngen fedezte fel 1988. augusztus 13-án.